# 益智游戏

支持JavaME的移动电话上的JawBreaker

益智游戏（英語：Puzzle video game）又称解密游戏、解谜游戏，指以求解谜题为主要内容的智力游戏，是电子游戏中的一种。涉及使用包括逻辑推理、空间想象、图案辨识、序列求解等各种手段解决既定问题，也可能包含动作要素或要求心灵手巧，如Enigma。

## 定义和游玩方式
益智游戏侧重于逻辑和概念上的挑战。虽然许多动作游戏和冒险游戏也包含解谜元素，但益智游戏更注重将其作为其主要游戏内容。
益智游戏中的谜题通常基于某一特定主题设计，而不是完全随机生成。这些谜题涉及模式识别、逻辑推理与过程理解等内容。益智游戏通常拥有一套规则。玩家可在网络等交互环境下进行游戏并解开相应线索以达到胜利条件。每个谜题的解决通常意味着玩家将面临更大的挑战。
益智游戏通常涉及以下内容：
- 将物品按特定标准归类（如图案、颜色、形状）
- 寻找、控制物体
- 记忆复杂图案
- 适应渐趋复杂的谜题
- 在有限的时间或生命值限制下解决问题
- 利用常识和已知条件
- 打破思维定式

## 著名的益智游戏
- 推箱子
- 找不同
- 連連看
- 俄罗斯方块
- 福德尔拼图游戏
- 语境拼图游戏
- 益智遊戲線上玩
- 宝石迷阵